# فرودگاه بین‌المللی کابو فریو
فرودگاه بین‌المللی کابو فریو (به انگلیسی: Cabo Frio International Airport) (به زبان بومی: Aeroporto Internacional de Cabo Frio) یک فرودگاه همگانی مسافربری با کد یاتا CFB است که یک باند فرود آسفالت دارد و طول باند آن ۲۵۶۰ متر است. این فرودگاه در کشور برزیل قرار دارد و در ارتفاع ۴ متری از سطح دریا واقع شده‌است.

## شرکت‌های هواپیمایی و مقصدهای پروازی

### مسافری
| شرکت‌های هواپیمایی     | مقصدهای پروازی                                                                  |
| --------------------- | ------------------------------------------------------------------------------- |
| آزول برزیلین ایرلاینز | تانکردو نوس فصلی: مینیسترو پیستارینی (آغاز از ۱۷ دسامبر ۲۰۱۷; ends ۳ مارس ۲۰۱۸) |

### Scheduled cargo
| شرکت‌های هواپیمایی  | مقصدهای پروازی                              |
| ------------------ | ------------------------------------------- |
| LATAM Cargo Brasil | اسخیپول آمستردام، ویراکوپوس-کامپیناس، میامی |